# Molí aiguader
|  | Aquest article tracta sobre un giny per extreure aigua. Si cerqueu un giny per moldre, vegeu «molí hidràulic». |

Un molí aiguader, molí de desguàs o bomba de vent, dit també molí de treure aigua (o simplement molí d'aigua), és un molí de vent que es fa servir per bombar aigua, ja sia com una font d'aigua dolça o bé per drenar zones de baixa altitud. De vegades també rep el nom de molí de ramell, un ús metonímic car el molí de ramell és una casta concreta de molí aiguader, que té ramells en comptes de veles o de pales de ferro.
És un tipus de molí de vent que gaudeix de gran difusió a Mallorca d'ençà que va ser introduït amb la finalitat de dessecar el Prat de Sant Jordi, un antic terreny pantanós de terme de Palma. Actualment, els molins aiguaders són presents a totes les zones humides de l'illa. D'allà foren exportats a Eivissa, on actualment n'hi ha entorn de 150.

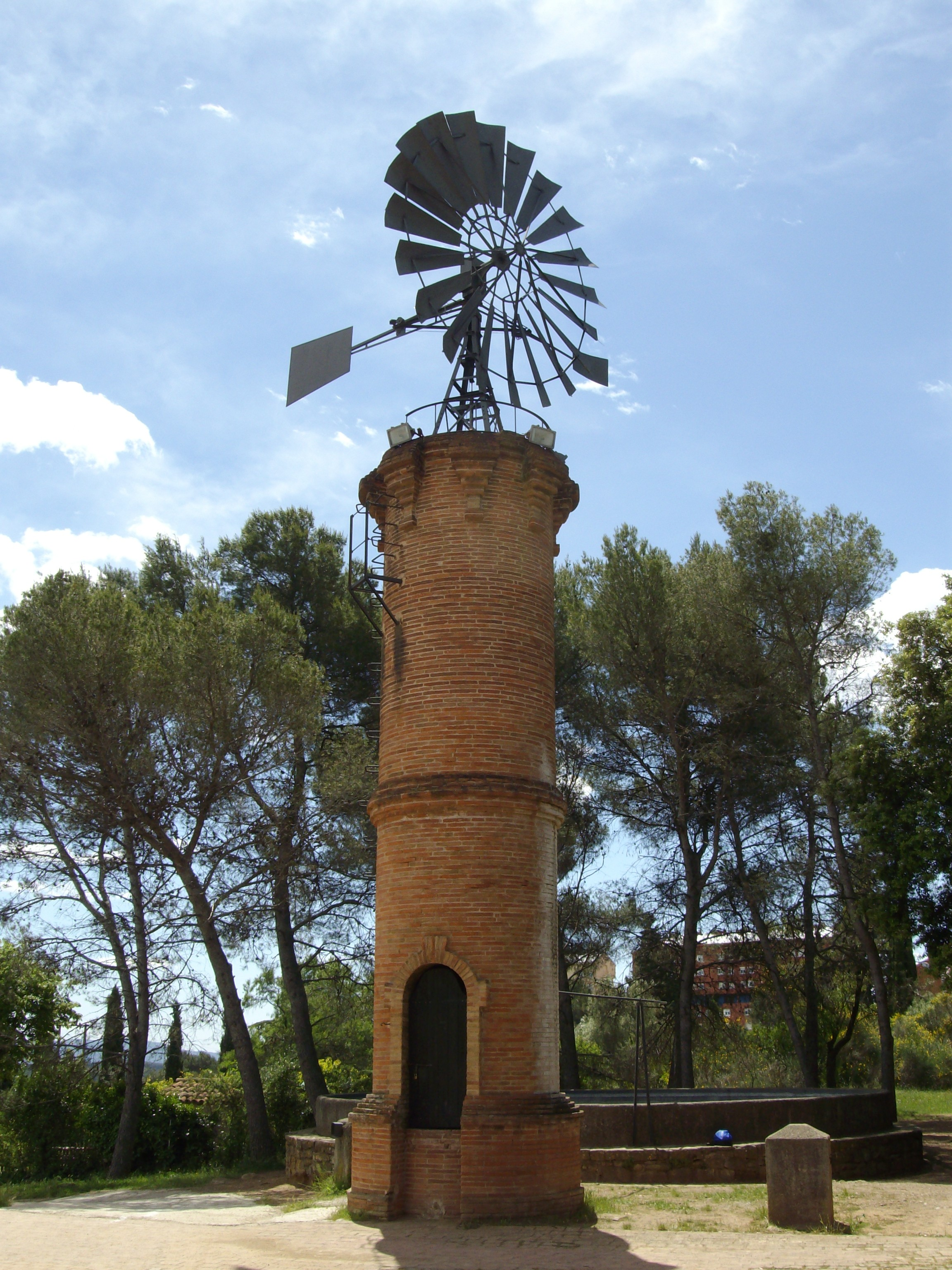
Molí d'extracció d'aigua de la masia de Can Deu. Sabadell

## Història
Els molins aiguaders són una adaptació de molí fariner de vent a una nova funció, la de treure aigua. Així, els molins de vent es fan servir per bombar aigua del  ençà, quan es produí l'invent en els actuals Afganistan, Iran i Pakistan. El seu ús va passar del món musulmà a la Xina i l'Índia i, més tard, a final de l'edat mitjana, va arribar a Europa, particularment als Països Baixos i Anglaterra, a les zones més humides i amb més presència d'aiguamolls. Al Nou Món els van estendre els primers immigrants europeus, els quals en feren gran ús per colonitzar les terres de l'Oest Llunyà i contribuïren substancialment a desenvolupar la tècnica.
Paral·lelament al desenvolupament americà, a Mallorca el 1845 l'enginyer holandès Paul Bouvij construí el primer molí per a la dessecació dels aiguamolls del Prat de Sant Jordi, tot adaptant el molí fariner de vent tradicional a la nova funció. El 1854 Damià Reixach creà el molí de ramell, tot substituint les gaies (veles) per ramells (rams de pales de ferro); el 1862 l'algaidí Rafel Oliver hi afegí la coa per orientar-lo i Bernat Rigo Rubí els anys trenta substituí els ramells per pales de ferro, ja influït per les aerobombes americanes. Actualment, la major part no estan en ús, i sovint directament estan en estat de ruïna, perquè durant la dècada de 1960 es començaren a substituir per bombes d'explosió i elèctriques.
A molts de lloc del món el molí aiguader substitueix la sínia, un giny de tracció animal amb la mateixa funció.

## Ús mundial
Es fan servir molt els molins de vent al sud d'Àfrica, a les planes centrals d'Austràlia i el sud-oest dels Estats Units. A Sud-àfrica i Namíbia encara hi ha milers de bombes de vent en funcionament. Principalment es fan servir per proveir-se d'aigua pel consum humà i també pels grans ramats d'ovelles.
A Kenya els molins de vent són part dels programes de desenvolupament. Als Països Baixos són típics els molins de vent situats a la vora dels polders. A la regió de Múrcia hi ha molins de vent de 8 a 10 pales usats pel regadiu.
En moltes parts del món s'utilitza el tipus de la bomba de corda (Rope pump), que és fàcil de construir. Als Estats Units els molins de vent formaven part del paisatge tradicional i encara en resten uns 60.000.

## Tipus
- Molins de vent de múltiples pales: un d'aquests de 4,8 m de diàmetre pot bombar 6400 litres per hora a una altura de 300 metres si el vent bufa a 24-32 km/h.[10] Són particularment atractius en llocs remots on no arriba la xarxa elèctrica.
  - A Mallorca, els molins aiguaders estan formats per una torre, generalment quadrada i feta de marès, i la màquina, feta de ferro. Els més abundants tenen les pales de ferro i estan pintats de blanc i blau, però encara romanen molins de ramell, fets per agrupacions de barres metàl·liques. Del primer model, amb torres redones i antenes de vela, no en roman cap. També són freqüents les aerobombes americanes, sense torre de marès, fetes totalment de ferro.[11]
- Tjasker. Als Països Baixos el tjasker és una popular bomba de vent pel drenatge connectada a un caragol d'Arquimedes.[12]
- Bombes de vent tailandeses. Estan fetes respecte a un disseny xinès estan fetes utilitzant bambú i veles de teixit. Típicament l'altura a la qual aixeca l'aigua és inferior a un metre.

## Galeria d'imatges

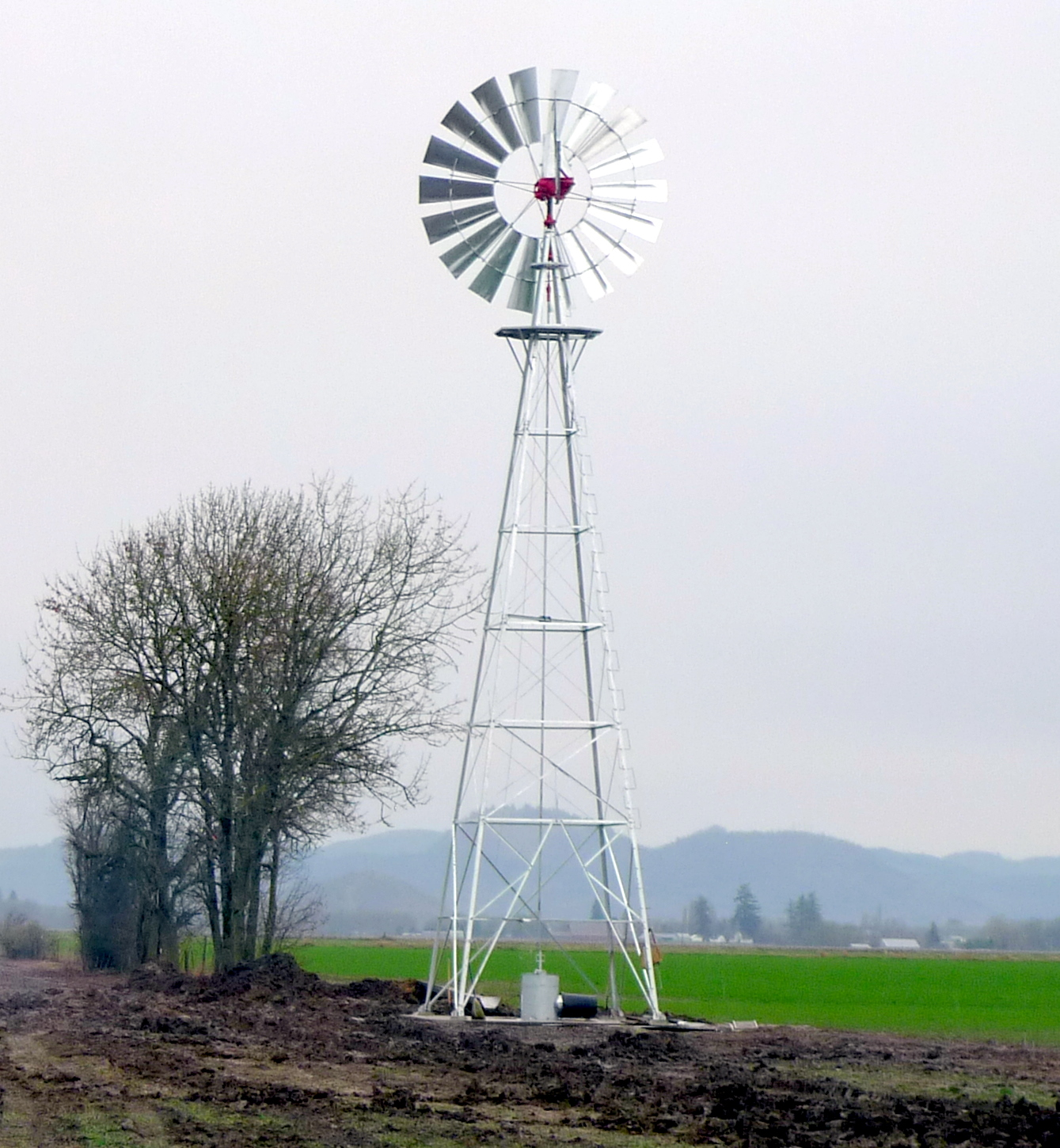
Aerobomba a Oak Park Farm, Shedd, Oregon.
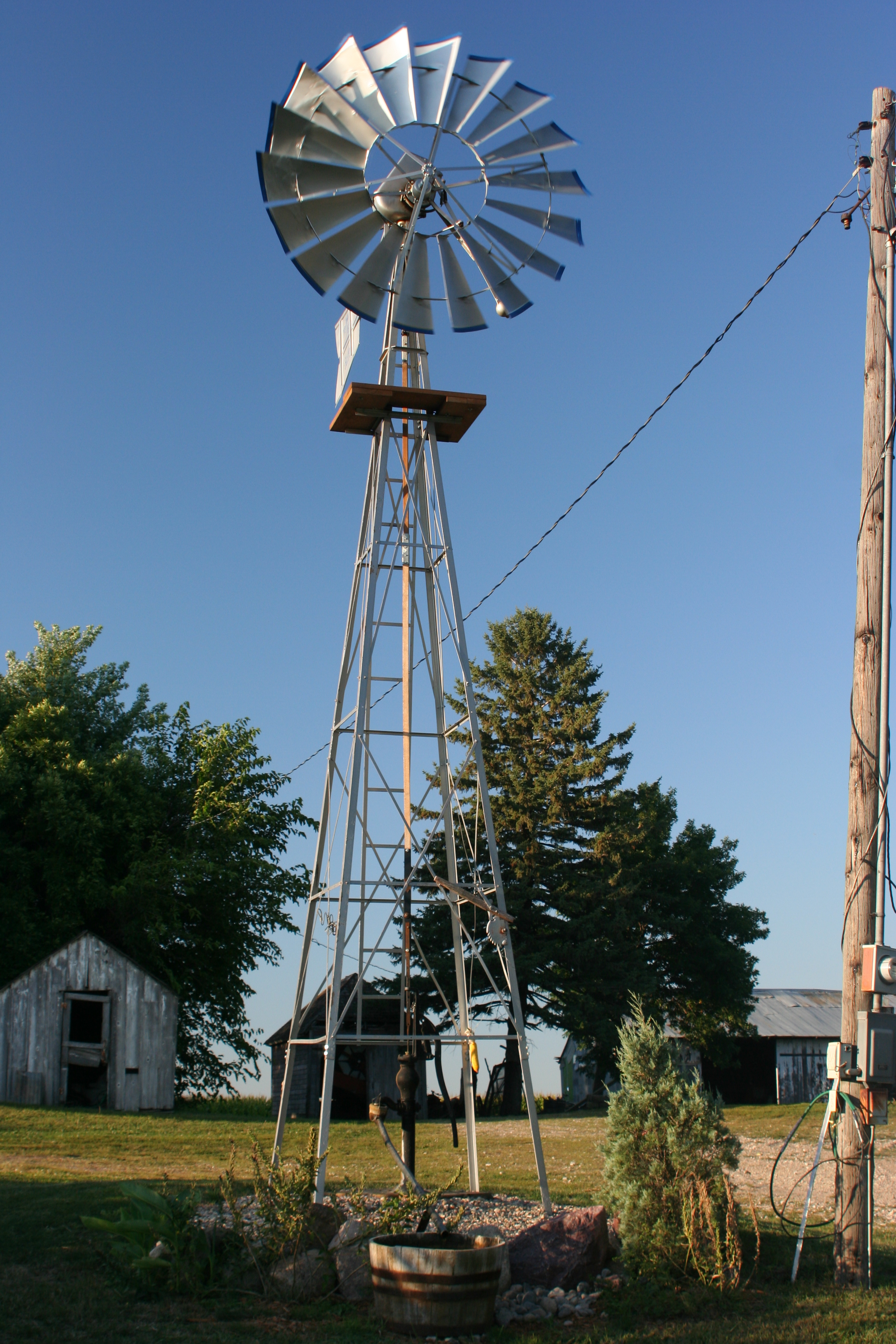
Aerobomba a Iowa
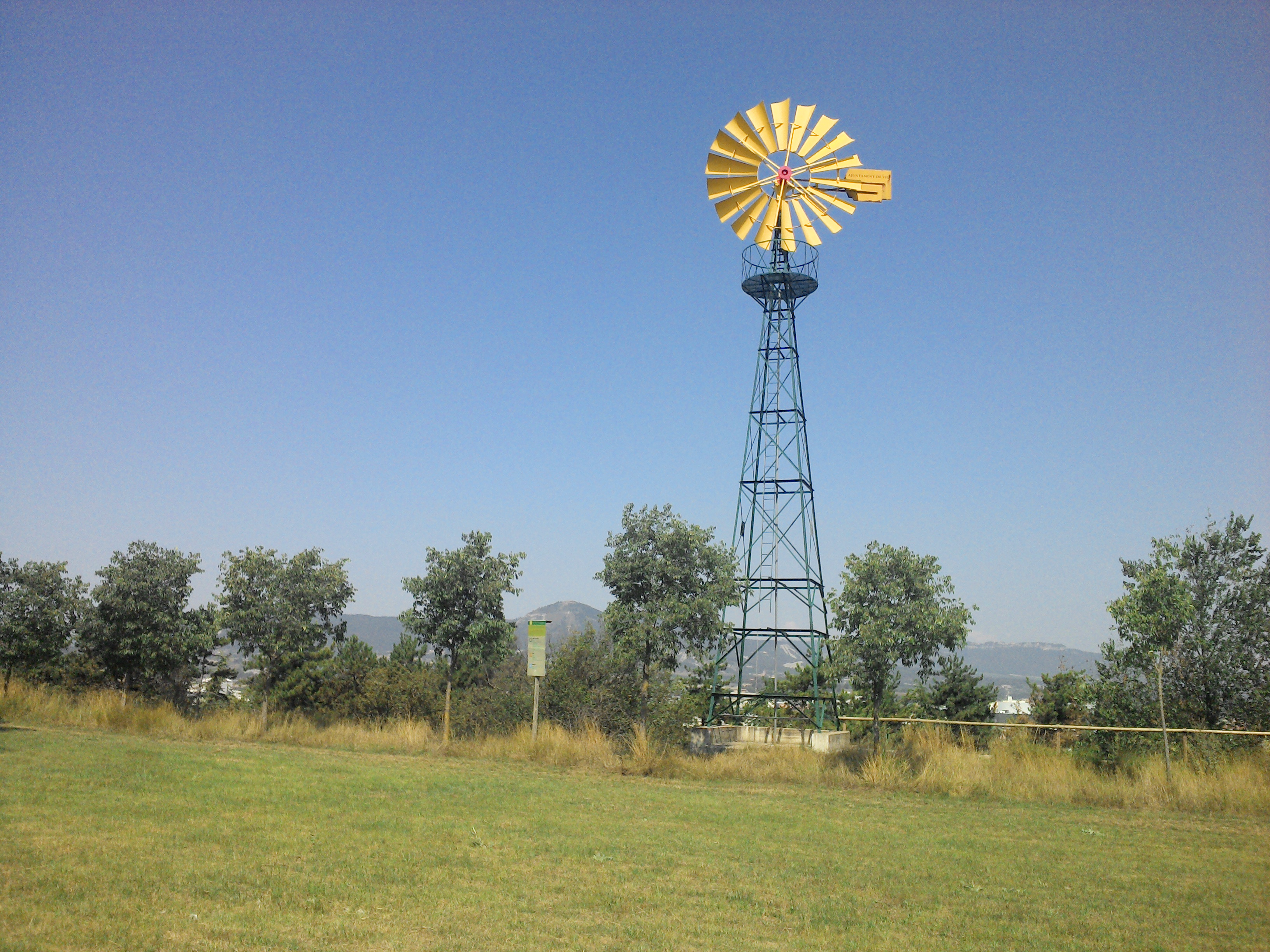
Aerobomba al parc del Puig dels Jueus de Vic (Osona)
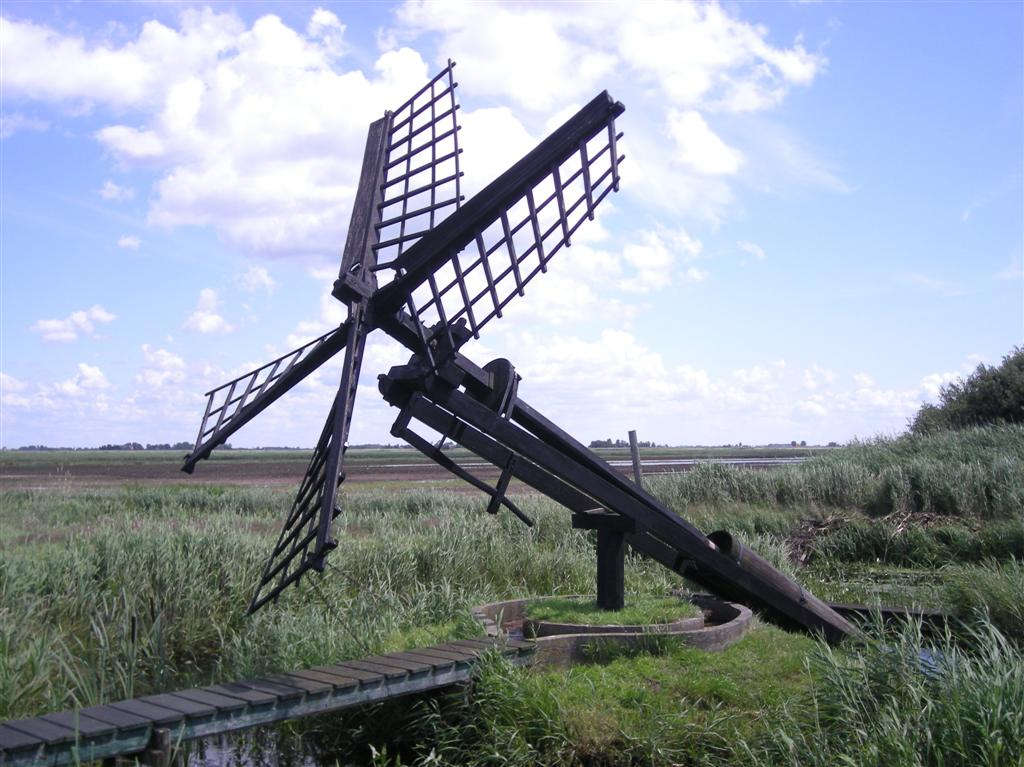
El tjasker
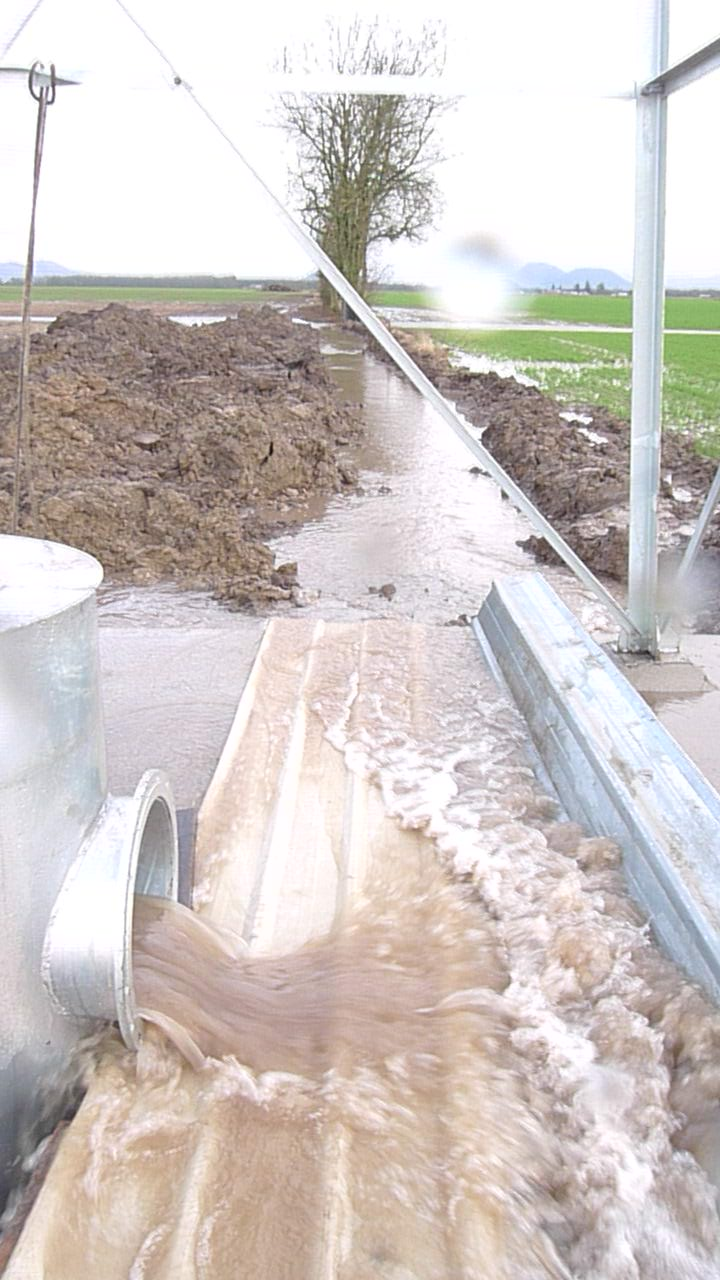
Molins per al drenatge a Shedd, Oregon